# Hryckiewicze (obwód miński)
Hryckiewicze (biał. Грыцкевічы, Hryckiewiczy; ros. Грицкевичи, Grickiewiczi) – agromiasteczko na Białorusi, w obwodzie mińskim, w rejonie nieświeskim, w sielsowiecie Snów.
Współcześnie w skład miejscowości wchodzi także dawny folwark Litwińczyce.

## Historia
W XIX i w początkach XX w. położone były w Rosji, w guberni mińskiej, w powiecie nowogródzkim, w gminie Snów.
W dwudziestoleciu międzywojennym leżały w Polsce, w województwie nowogródzkim, w powiecie nieświeskim, w gminie Snów. W 1921 Hryckiewicze liczyły 486 mieszkańców, zamieszkałych w 91 budynkach, w tym 469 Białorusinów, 11 Polaków, 3 Żydów i 3 osoby innej narodowości. 470 mieszkańców było wyznania prawosławnego, 13 rzymskokatolickiego i 3 mojżeszowego. Litwińczyce liczyły zaś 34 mieszkańców, zamieszkałych w 6 budynkach, w tym 23 Polaków i 11 Białorusinów. 21 mieszkańców było wyznania rzymskokatolickiego, 11 prawosławnego i 2 mojżeszowego.
Po II wojnie światowej w granicach Związku Sowieckiego. Od 1991 w niepodległej Białorusi. Do 28 maja 2013 siedziba sielsowietu Hryckiewicze, liczącego 5 miejscowości i po likwidacji przyłączono w całości do sielsowietu Snów.